# Hypsosinga groenlandica
Hypsosinga groenlandica là một loài nhện trong họ Araneidae.
Loài này thuộc chi Hypsosinga. Hypsosinga groenlandica được Eugène Simon miêu tả năm 1889.